# أرنب
الأرنب هو حيوان ثديي يتبع الفصيلة الأرنبية. يوجد نويعًا منه مستأنس يربيه الناس من أجل لحومه وفرائه الناعم، كما أنه يربى أحيانًا حيوانًا مدللًا شأنه شأن القطط والكلاب. تتطلب تربية الأرانب عناية خاصة، ذلك أنها من الحيوانات شديدة الحساسية للأمراض والظروف البيئية المختلفة. تنشط الأرانب فجرًا وعند غروب الشمس. وهي حيوانات في غاية الحذر والهرب السريع إذا تطلب الأمر.
عادةً ما تكون الأرانب البرية هدفًا للصقور والطيور الجارحة، لذا كانت الأرانب أحد أفضل أهداف رحلات الصيد، إما عن طريق القنص بالطيور أو بالكلاب السلوقية، حتى أنه تجري سباقات للكلاب السلوقية يكون الهدف فيها شكل أرنب بري يجري على قضبان حول المضمار.

## الشكل

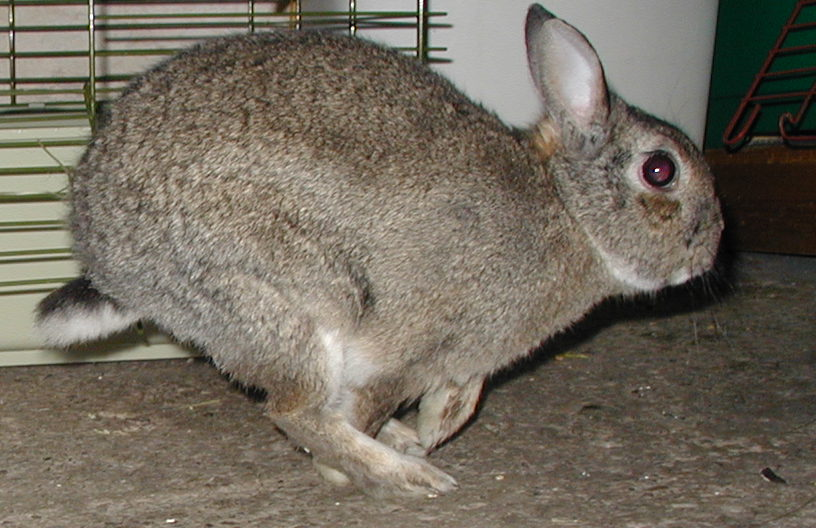
أرنب

تتنوّع ألوان الأرانب وتتعدد من أبيض وبني وأسود ورمادي، كما قد تكون مرقطة أو فيها بقع ملونة بعدة ألوان. القوائم الخلفية أطول من الأمامية كما أنها أقوى. يشير طول آذانها إلى قوة حاسة السمع لديها.
تمتلك أسنانًا قاطعة في مقدمة الفك لتساعدها على قطع الخضروات والفواكه، كما أن لديها حاسة شم قوية. والأرانب لا تمشي أو تجري مثلما تفعل سائر الحيوانات رباعية الأرجل، وإنما يتحرك الأرنب وثبًا على رجليه الخلفيتين الأكثر طولًا وقوة من رجليه الأماميتين. كما يستعمل الأرنب رجليه الأماميتين عندما يتحرك. وتقوم الأرانب بحفظ توازنها مستخدمة الأرجل الأمامية، ويستطيع الأرنب القفز بسرعة تصل إلى 30 كم في الساعة إذا طارده عدو ما.
ويصل طول الأرنب البري المكتمل النمو إلى نحو 20 - 35 سم طولاً ويزن نحو 0.9 - 3,2 كيلو جرام.
وحجم الإناث غالبًا أكبر من الذكور، وقليل منها يعيش لأكثر من عام تحت الظروف البرية نظرًا لعدم توافر الحماية الكافية من الأعداء.
وهناك أنواع عديدة منها:
- الفلاندرجينت: الوزن:5 كيلوجرام .. الوصف: لونه رمادي- شعر البطن أبيض – العيون عسلية - عريض الرأس – طويل الآذان.. النضج الجنسي: ينضج جنسيا عند 8 شهور.
- البوسكات: الوزن: من 4,5 إلى 6,5 كلغ.. الوصف: لونه أبيض- ذو عيون قرنفلية - الرأس مستطيل- الأذن طويلة
- النيوزيلاندي: الوزن: من 4,5 إلى 6,5 كجم.. الوصف: لونه أبيض - ذو عيون قرنفلية - الوجه عريض - الآذان قصيرة.
- الشانشيلا: الوزن: من 4 إلى 5,5 كجم.. الوصف: ذو لون رمادي مفضض أو رمادي مزرق.. النضج الجنسي: ينضج جنسيا عند 7 شهور.
- الفلمش جاينت: الوزن: من 6 إلى 9 كجم.. الوصف: نشأ في إنجلترا – ويوجد منه عدة ألوان مختلفة.. عدد الخلفات: عدد الخلفات في البطن 8 خلفات.
- اللوب الإنجليزي: الوزن: في حدود 5,5 كجم.. الوصف: يتميز بتدلّي الأذنين على جانبي الرأس - وهو سريع النمو يستخدم في التهجين مع الأنواع الأقل حجماً.. عدد الخلفات: تنتج الأم 48 خلفة في السنة.
- النيوكاليفورنيا: الوصف: هو هجين النيوزيلاندي والكاليفورنيا ليعطي أوزان ثقيلة ويكون له نفس وصف الكاليفورنيا لكن لونه أفتح - الأذن والأنف والأرجل والذيل باللون الأسود. وتزيد الإناث عن الذكور في الوزن.. عدد الخلفات: تنتج الأم 48 خلفة في السنة.
- الكاليفورنيا: الوزن: من 4 إلى 5 كجم.. الوصف: أمريكي الأصل – لونه أبيض عدا الأنف والأذنين والأرجل والذيل فيكونوا باللون الأسود القاتم.. عدد الخلفات: تنتج الأم حوالي 48 في السنة.
- الإنجليزي المنقط (البابيون): الوزن: من 5 إلى 7 كجم.. الوصف: أبيض ويغطي ما حول العينين والأنف والأذنين اللون (الأسود أو الأزرق أو السلحافي أو الشيكولاتي). مع وجود خط على الظهر وعدد من النقط على الجانبين من نفس اللون. ولا يمكن تهجينه فألوانه ثابتة.. عدد الخلفات: حوالي 54 خلفة في السنة.
- البولندي: الوزن: من 4 إلى 6 كجم.. الوصف: يمتاز بألوانه المختلفة والجذابة فالأبيض واضح ونقي مع تدرجات اللون على الفروة الواحدة ما بين الأصفر والأسود والأبيض والتي تشبه الدخان ويسمى عادةً (هافانا بيانك) لتعدد اللون على الفروة دون تقطيع.
- الهولندي: الوصف: يمتاز بثبات اللون وتوزيعها على الجسم فمقدمة الوجه والبردعة ومقدمة الأرجل لونهم أبيض أما باقي الرأس والأذنين وباقي الجسم لونهم (أسود أو أزرق أو شيكولاتي أو سلحافي أو بني محروق).
- الهيمالايا: الوزن: 2 إلى 2,5 كجم.. الوصف: أبيض منقط بأسود حول الأذنين والفم.. الغرض من التربية: يربّى من أجل اللحم وإنتاج الفراء.
- أرجنت كامبيجن: الوزن: من 3,5 إلى 4 كجم.. الوصف: لون السطح السفلي رمادي داكن وباقي الجسم يكون ( أزرق أو أبيض أو فضي ).. الغرض من التربية: يربّى من أجل إنتاج اللحم وإنتاج الفراء.[4]
- الجيانت الإنجليزي: الوزن: من 5 إلى 6 كجم.. الوصف: لونه ( أبيض أو بني أو رمادي أو الأسود ).. الغرض من التربية: يربّى من أجل إنتاج اللحم.
- السيمنوار: الوزن: حوالي 4 كجم.. الوصف: يكون لونه أسود لامع – وهو يتحمل الأجواء المصرية.. عدد الخلفات: حوالي 55 خلفة في السنة.
- الألماني: الوزن: يزن حوالي 6 كجم.. الوصف: هو شديد الشبه بالسيمنوار إلا أنه أكبر منه في الوزن.. عدد الخلفات: حوالي 48 خلفة في السنة.. النضج الجنسي: ينضج جنسيا عند 6 أشهر.
- البلجيكي: الوزن: يزن حوالي 6 كجم.. الوصف: لونه ذهبي عدا البطن وحول العينين وطاقتي الأنف أبيض. ويتحمل الأجواء الحارة.. عدد الخلفات: حوالي 48 في السنة.
- الإنجوراة: الوزن: من 3 إلى 4 كجم. الوصف: تركي الأصل وسلالاته (الأبيض والإنجليزي وفرنسي وألماني وأمريكي وصيني).. الغرض من التربية: يربّى لإنتاج الشعر الذي يقص أربعة مرات في السنة وذلك لنعومة شعره الكبيرة وهو النوع الوحيد من الأرانب الذي ينتج الشعر.
- الركس: الوزن: يزن حوالي 4 كجم.. الوصف: يوجد منه عدة سلالات مثل الفرنسي والألماني - وهو متعدد الألوان وفرائه من أغلى أنواع الفراء.. الغرض من التربية: من أجل اللحم وإنتاج الفراء.
- الأرجنت براون: الوزن: يزن حوالي 3,5 كجم.. الوصف: لونه أزرق مع أبيض والسطح السفلي رماضي غامق.. عدد الخلفات: حوالي 35 في السنة.
- التان: الوزن: يزن حوالي 3 كجم.. الوصف: منه نوعان – لون البطن بني والنصف الأعلى مع مقدمة الوجه يكون لونهم أزرق أو أسود.. عدد الخلفات: حوالي 35 خلفة في السنة.
- البفرن: الوزن: يزن من 3 إلى 4 كجم.. الوصف: لونه أبيض وأسود وأزرق.. الغرض من التربية: يربّى من أجل إنتاج اللحم والفراء.
- الهافانا: الوزن: يزن من 2 إلى 3 كجم.. الوصف: لونه بنّي غامق.. الغرض من التربية: يربّى من أجل إنتاج اللحم والفراء.

تسكن الأرانب في جحور تحفرها في الأرض وهي تتشعب لعدة أنفاق، وعادة ما يكون لها عدة مخارج لتساعدها على الهرب عند هجوم الأعداء الطبيعية مثل الطيور أو الأفاعي أما إذا كانت أليفة وليست برية فيمكن أن تعيش في المنازل. والأرنب من الحيوانات التي تنجب كثيرا وتنجب صغار يتجاوز عددهم السبعة في كل مرة تلد فيها أنثى الأرنب وهي تربي أطفالها بعيدا عن الإنسان وهناك من يقول أن الأرنب كل قط يأكل عند ولادته أضعف جنين لكي تحسن صحتها بعد الولادة العسيرة.

## التوالد
يضرب المثل بالأرانب في كثرة التوالد ذلك أن الأنثى تلد عدة صغار في المرة الواحدة بعد فترة حمل قصيرة، كما أنها تلد عدة مرات في العام، ولذلك فهي تعتبر آفة للزراعات وقد سببت مشكلة في أستراليا لكثرة أعدادها في فترة قصيرة وتدميرها للمزارع.

## الصغار

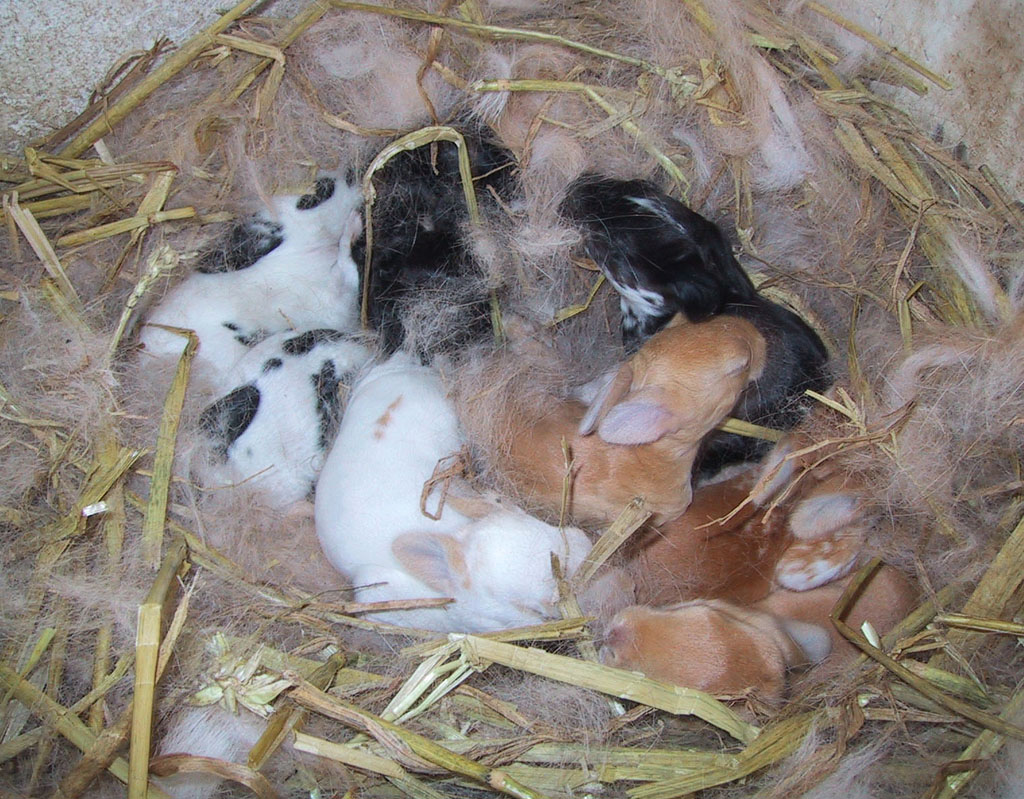
صغار الأرنب في العش.

بعد مدة حمل بين 28 و 34 يوم، تولد صغار الأرانب عمياء ولا شعر لها وتبدأ الأم في نتف فرائها لتدفئها إضافة لإرضاعها حتى تنمو بحليبها المركز والذي يكاد يخلو من الفراكتوز. ويسمى الأرنب الصغير باللغة العربية الخرنِق ويطلق ذلك على إناث وذكور صغار الأرانب.
يمكن لأنثى الأرنب أن تلد حتى 20 أرنبا (بين 3 و12 في غالب الأحيان). وتكون الأرانب المولودة صغيرة الحجم وتزن من 50 إلى 55 غ.

### الغذاء
تتغذى الأرانب على الحليب والخضروات كما أنها تشرب الماء، ويجب أن يكون مصدر الماء نظيفاً وإلا ستمرض حيث تستمر فترة المرض حتى 30 يوم على الأقل[بحاجة لمصدر].

## الأرنب في مختلف الثقافات
شخصيات الأرانب محببة للأطفال ولذلك هناك لعب كثيرة للأطفال على اختلاف الأنواع والأشكال كما ظهرت الكثير من أشكال الأرانب في أفلام الكارتون وهي رمز للوداعة والهدوء. كما يضرب بها المثل في سرعة الجري والجبن، وأشهر قصص الأرانب هي قصة الأرنب والسلحفاة. إضافة إلى شخصية الأرنب المتعجل في رواية أليس في بلاد العجائب.

### الأرنب في اليهودية
يحرم الأرنب في الديانة اليهودية فقط، لكونه من المجترات -حسب الكتاب المقدس- التي لا تشق ظلفاً.
والأرنب يجتر بطريقة كاذبة فيحرك شفتيه كأنه يتكلم، فإنه بعد الأكل يقوم بهضم الطعام وتبرزه، ثم يعود فيأكل البراز أي أنه يأكل فضلاته، وبذلك يحصل على فيتامين ب الذي تنتجه الكائنات الدقيقة في أمعائه.[بحاجة لمصدر][محل شك]

## الشروط العامة الواجب توافرها في أماكن إيواء الأرانب

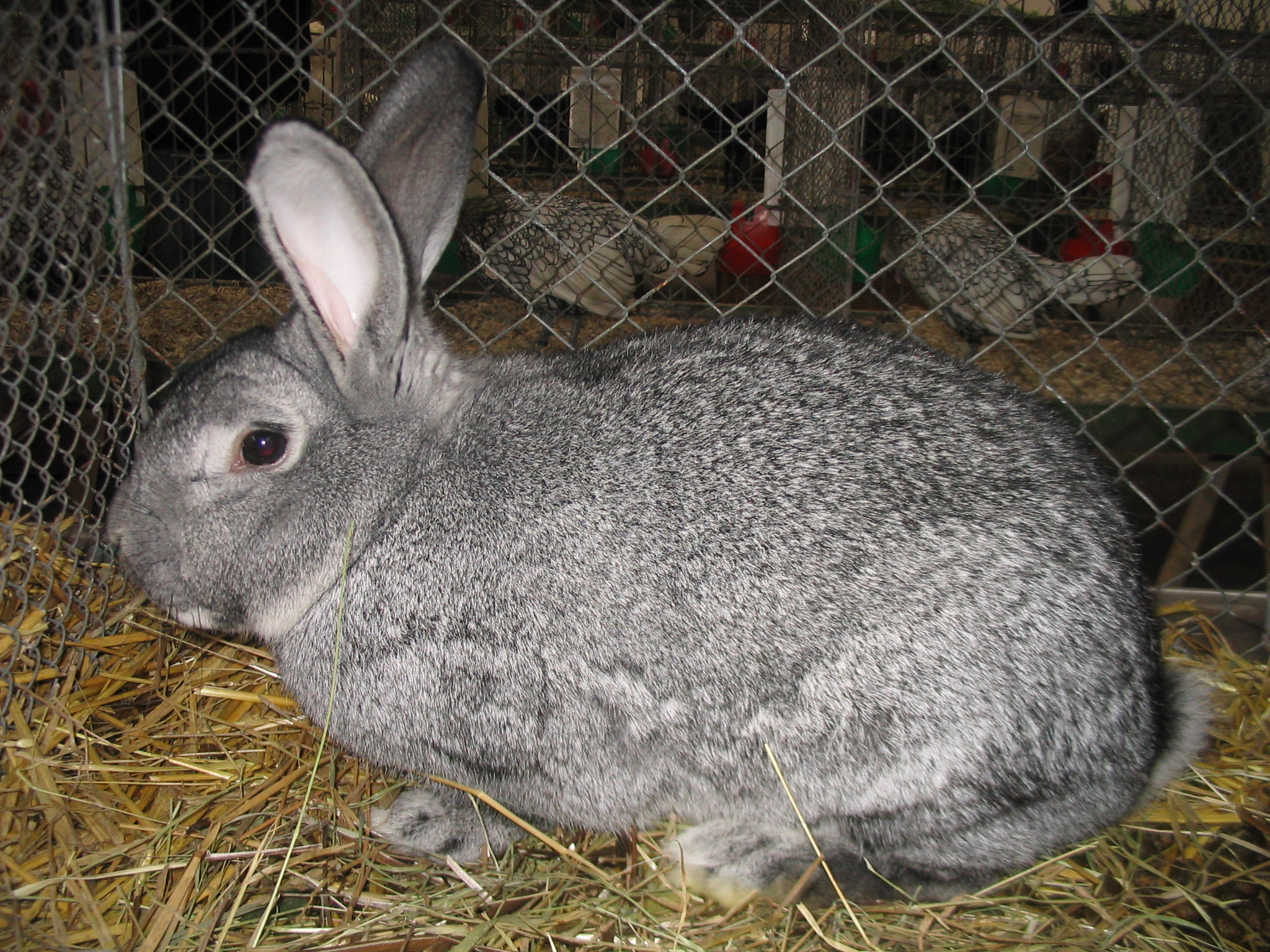
أرنب أليف.
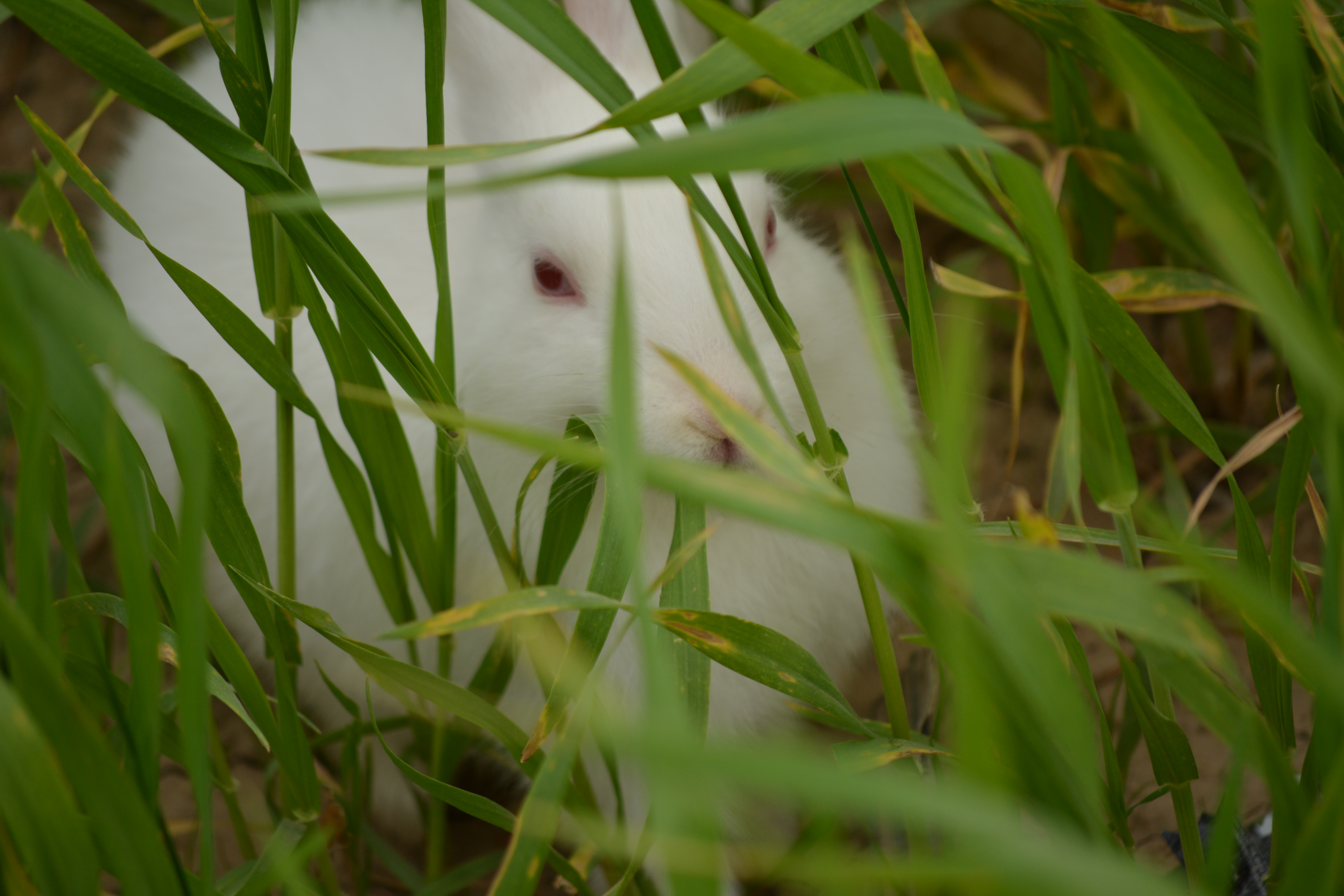
أرنب في الحقل
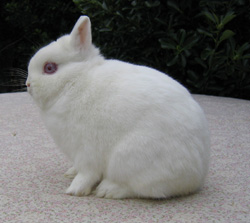
أرنب أليف.

- حماية الأرانب من مياه الأمطار والتيارات الهوائية الباردة في فصل الشتاء وأشعة الشمس المباشرة في فصل الصيف.
- توفير التهوية الجيدة وسهولة التخلص من الغازات الضارة مثل ثاني أكسيد الكربون والأمونيا وكذا التخلص من الرطوبة الزائدة.
- توفير الإضاءة المناسبة للأرانب صيفاً وشتاءً.
- وقاية الأرانب من أعدائها الطبيعيين كالفئران والقطط والكلاب وابن عرس والثعالب.
- حماية الأرانب من السرقة

## فوائد لحم الأرنب
الوظيفة الغذائية للحم الأرنب:

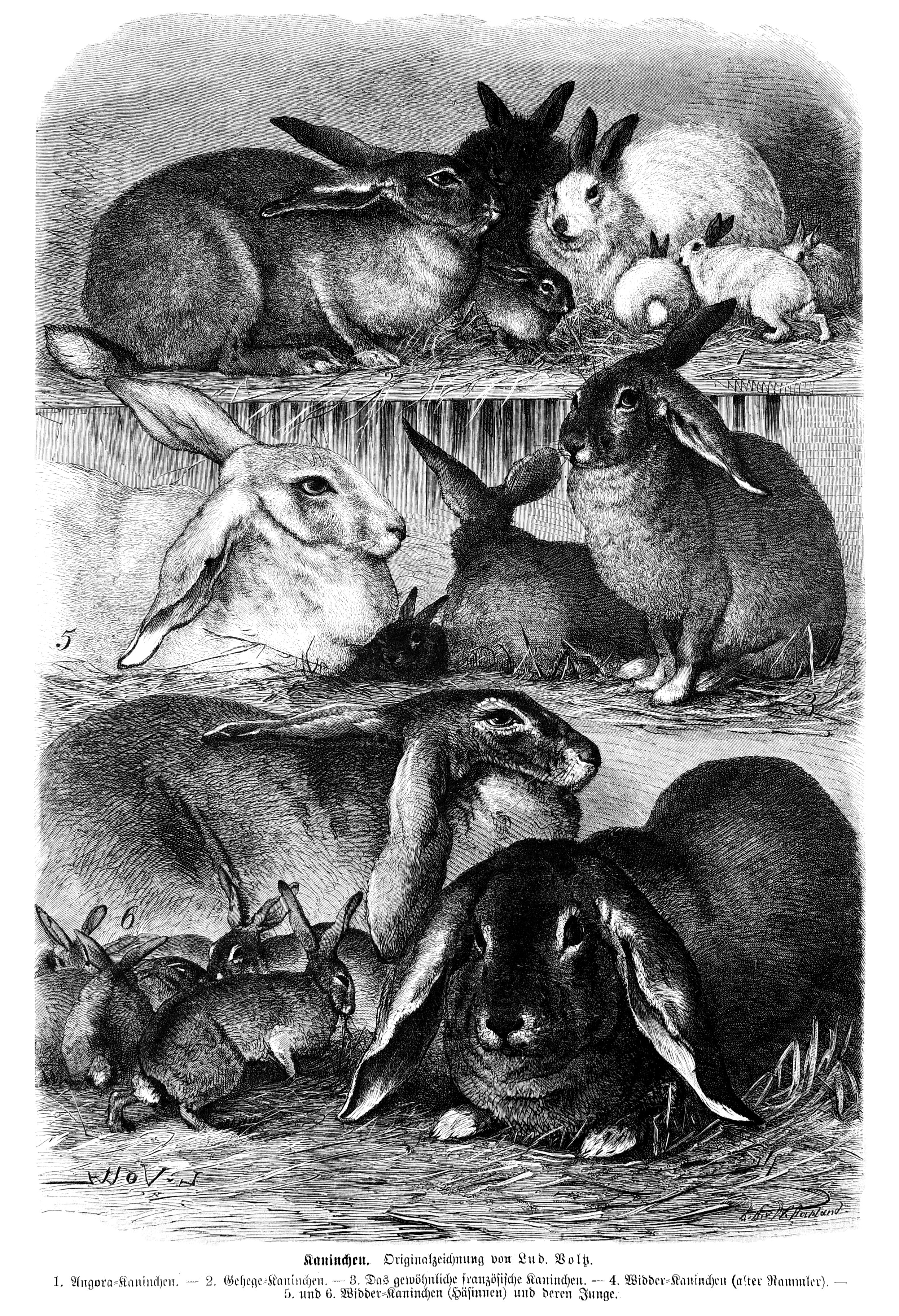
بعض أنواع الأرانب.

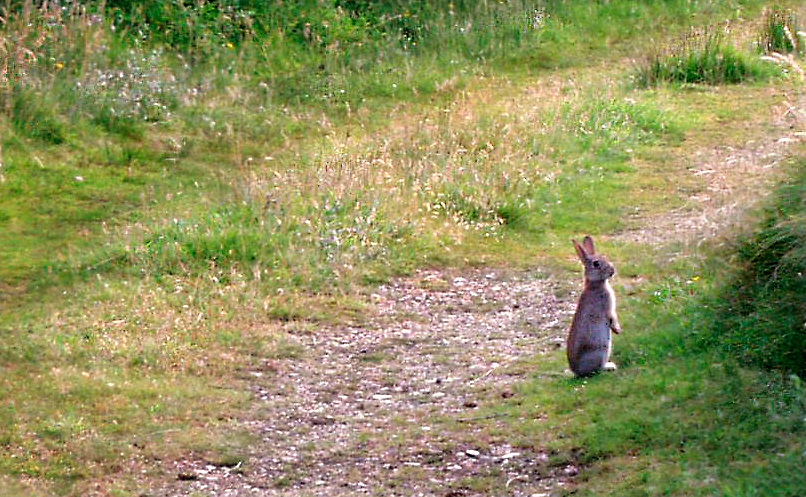
الأرنب الأوروبي

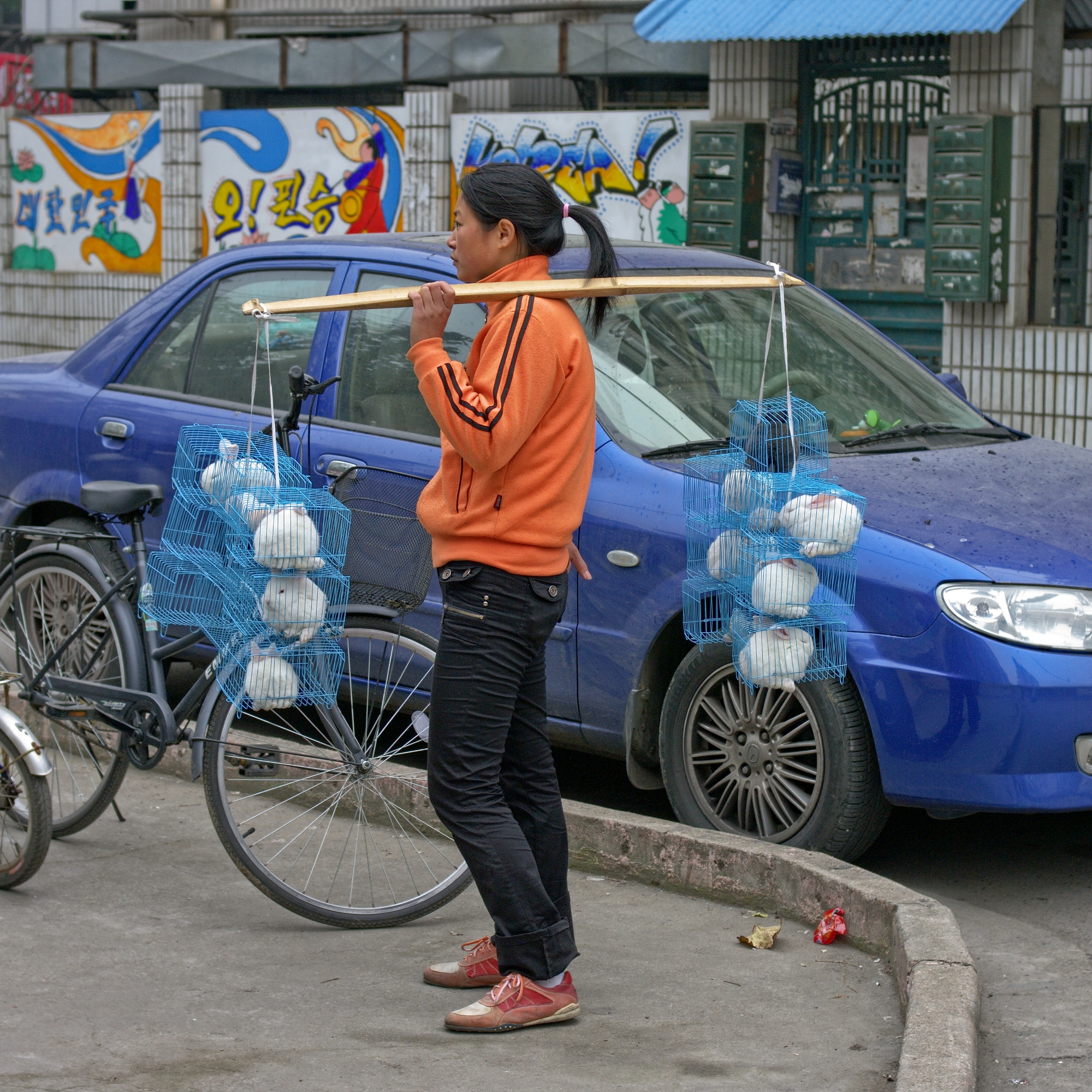
بائع أرانب بالصين.

إن تناول دجاجتين يعادل تناول أرنب واحد، فالبروتين في لحم الأرنب ضعف البروتين في لحم الدجاج.. ولحم الأرنب يحتوي على نسبة بروتين أعلى من نسب البروتين في لحوم بعض الأنواع الأخرى من اللحوم بما في ذلك لحوم بعض الطيور، كما أن قيمة بروتين لحم الأرنب هي أعلى من قيمة بروتين أي لحم آخر يستخدم من أجل التغذية ولحم الأرنب يشبه على الأغلب لحوم الدجاج والرومي. ولحم الأرنب من جانب آخر ذو قيمة غذائية عالية، لأنه يحتوي على الحمض الدهني اللينوليئيك حيث أن وجوده يسهل وجود أسلاف الكاروتين.
وعليه نجد بأن تناول لحم الأرنب مهم للأسرة بحيث أنه من اللحوم القليلة الدهن والغنية بالبروتين، بالإضافة إلى أن نوعية الدهن الذي يحتويه مفيدة للجسم وتساعد في عمليات استقلاب الدهون المشبعة في الكبد.
- وتناول لحوم الأرنب مهم للمرأة الحامل خصوصا في النصف الثاني من الحمل فهي بحاجة إلى غذاء سريع الهضم وغني بالبروتين والمعادن والحديد وفيتامينات “ب” وهذا متوفر في لحم الأرنب لا سيما أن معدة الحامل في النصف الثاني من الحمل تكون قد صغر حجمها نتيجة ضغط الرحم المتمدد، وبالتالي فهي بحاجة لغذاء غني بالمواد الغذائية وسريع وسهل الهضم وهذا كما ذكر متوفر بلحم الأرنب.
- وتناول لحوم الأرنب مهم للصغار أيضا على حد سواء لأن ألياف اللحم رفيعة وسهلة وسريعة الهضم، كما نجد أيضا أن لحم الأرنب سهل المضغ مما يسهل على الطفل استساغته وتناوله، بالإضافة لاحتوائه على كمية بروتين ضعف الكمية الموجودة بلحم الدجاج، وهذا مهم للطفل لبناء جهازه العضلي النامي ولبناء هرموناته وأنزيماته علاوة على أن نوعية البروتين الموجود بلحم الأرنب تعد من البروتينات المهمة لجسم الإنسان ولبنائه نظرا لاحتوائها على كمية مهمة من الحموض الأمينية المهمة لجسم الإنسان والتي يحتاجها باستمرار.

إن وجود الفوسفور مع اللينوليئيك في لحم الأرنب مهم لجسم الإنسان في عملية استقلاب الدهون في الكبد وتكوين الدهون الفوسفورية المهمة لنمو الخلايا العصبية ولتكوين الخلايا الدموية. ووجود الحديد في لحم الأرنب بالإضافة للكاليسيوم مهم لجسم الطفل لتكوين العظام والدم.. وتناول لحم الأرنب مهم لليافعين نظرا لاحتوائه على كمية من البروتين تكون مهمة لتكوين العضلات والمحافظة على صلابتها.
إن إعطاء لحم الأرنب وإدخاله بوجبات الكبير في السن مهم، وذلك بسبب سهولة مضغ اللحم وارتفاع محتواه البروتيني ووجود حمض اللينوليئيك، كل هذا يساهم في توفير طلائع فيتامين “أ” للكبير في السن وفي توفير حموض أمينية مهمة للمحافظة على حياة الألياف العضلية الآخذة بالترهل، وبالتالي نجد أن إعطاء لحم الأرنب للكبير في السن وإدخاله بوجباته مهم للمحافظة على صحة الجهاز العضلي والحركي بشكل عام ومنع ترهل العضلات والمحافظة على العظام من الكسر.
إن سهولة هضم لحم الأرنب تجعله مهما لأن يوجد على مائدة المرضى والناقهين من المرض لا سيما بوجود كمية قليلة من الدهن المشبع ووجود بروتين عال وحمض دهني غير مشبع، لذلك نجده يساهم في زيادة المناعة الجسمية وزيادة مناعة الجسم في مقاومة المرض وفي إعادة تأهيله.
ولحم الأرنب وكغيره من اللحوم جيد للمحافظة على صحة الجهاز الدموي وعلى تعزيز المناعة الجسمية، علاوة على أنه يحتوي على الزنك المهم للجهاز المناعي، وعموما نجد أنه من الضروري التنويع بتناول أنواع اللحوم على خلافها لأن لكل نوع ميزة معينة تفيد الجسم وتفيد أفراد العائلة لذلك يكون على ربة المنزل مهمة الاعتناء بصحة أفراد عائلتها من خلال الأطباق التي تعدها ومن خلال اطلاعها على فوائد الأطباق الغذائية لتستطيع تطبيق مبدأ التنوع في الغذاء والمحافظة على صحة أفراد عائلتها من الإصابة بالأمراض المزمنة أو الحادة.

## استهلاك لحم الأرنب
تستهلك لحوم الأرانب الأهلية والبرية في معظم بلدان العالم ويستهلك لحم الأرنب في الولايات المتحدة بما يزيد على 30 مليون كيلوجرام سنويا، وتندرج لحوم الأرانب ضمن اللحوم الوردية أو البيضاء حيث تكون أليافها العضلية ناعمة جدا وقابلة للهضم بشكل جيد وبسهولة، وتحتوي هذه اللحوم على كميات قليلة من الدهن ولكنها غنية بالكرياتينين، كما يتصف لحم الأرنب الداجن بطعم حلو ومميز بعكس لحم الأرنب البري الذي يميل طعمه للمالح، ويفضل استهلاك لحوم الأرانب عندما تكون بعمر 6-9 أشهر إذ تكون لحومها في هذه السن طرية وسهلة الهضم، وهذه ناحية هامة ينبغي الانتباه إليها عند استهلاك لحم الأرنب.

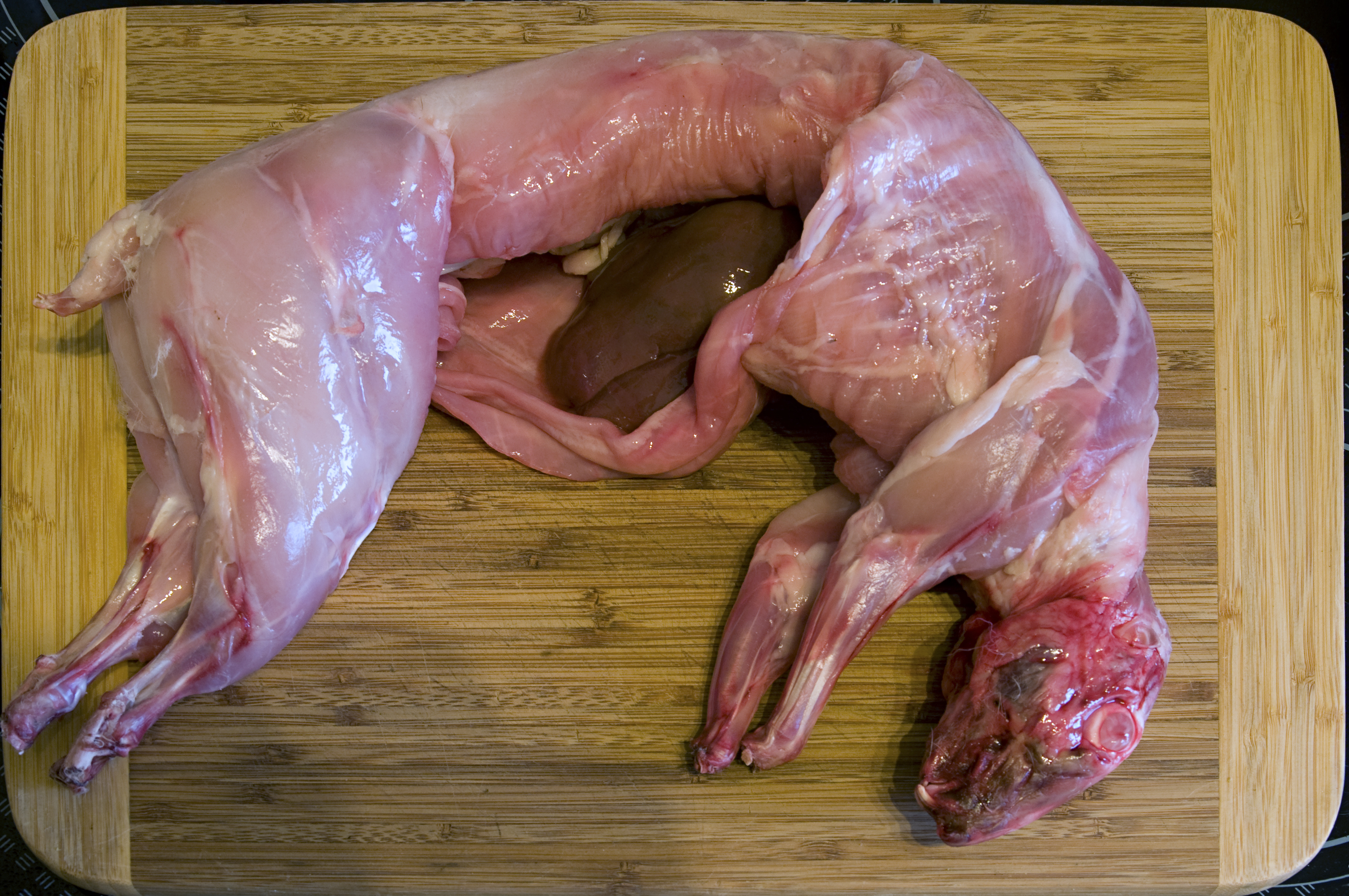
أرنب مذبوح

ونظرا لغنى لحم الأرنب بالحمض الدهني غير المشبع اللينوليئيك يفسر لنا تلون دهن البطن باللون الأصفر بسبب ذلك وخصوصا في لحوم الأرانب التي جمدت وخزنت لفترات طويلة، وعلماً بأن لحم الأرنب يحتوي على دهن أكثر نوعا من لحوم طيور إناث الدجاج ومع كل هذا ينصح بإعطائه للمرضى وللناقهين من المرض.
تكوين لحم الأرنب:
يتركب لحم الأرنب من 21% بروتين و 74.1 إلى 8.5% دهن و 5% سكريات و5.1% رماد، ويحتوي لحم الأرنب على الفوسفور والمنجنيز والكالسيوم وعلى الحديد وفيتامين ب1 و ب2 وسي وحمض النيكوتينيك.
وعلى سبيل المثال أوضح متوسط الاحتياج اليومي للفرد البالغ يوميا من البروتين 70 جراماً ومن الكالسيوم 0.8 جرام ومن الحديد 12 ملج ومن الفوسفور 750 ملج ومن اليود 1.0 ملجرام ومن فيتامين ألف 5000 وحدة دولية ومن فيتامين “ب” 2 ملج ومن فيتامين ي 75 ملج ومن الريبوفلافين 3 ملج ومن حمض النيكوتينيك 20 ملج ومن فيتامين “د” 400 وحدة دولية وهذا يمكن مقارنته بما يحتويه لحم الأرنب ومعرفة النسبة المئوية التي يوفرها من بعض المواد الغذائية التي يحتاجها الفرد يوميا.
رد مع الاستدلال

## جزيرة الأرانب
هنالك جزيرة في اليابان تدعى أكونوشيما. وتحتوي على العديد من الأرانب التي تم ترويضها كي لا تخاف من البشر.

## وصلات خارجية
- تربية الأرانب ورعايتها
- الأرنب في الموسوعة العربية
- طاجن الأرز المعمر بالأرانب